# Robert Kottwitz
Robert Edward Kottwitz (Lynn (Massachusetts), 1950) é um matemático estadunidense.
Foi palestrante convidado do Congresso Internacional de Matemáticos em Berlim (1998: Harmonic analysis on semisimple p-adic Lie Algebras).

## Obras
- com James Arthur, David Ellwood (Editor): Harmonic analysis, the trace formula and Shimura varieties, Proc. Clay Mathematics Institute, 2003 Summer School, The Fields Institute, Toronto, junho de 2003, AMS 2005
- com Diana Shelstad Foundations of Twisted Endoscopy, Astérisque, 255, 1999